# Ingus Šlampe
Ingus Šlampe (31 gennaio 1989) è un ex calciatore lettone, di ruolo difensore.

## Carriera
Ha giocato nella massima serie lettone.

## Palmarès

### Club

#### Competizioni nazionali
- Campionato lettone: 2

Spartaks Jūrmala: 2016, 2017